# دیل آیلند (مریلند)
دیل آیلند (به انگلیسی: Deal Island) شهری در ایالت مریلند کشور ایالات متحده آمریکا است که جمعیت آن در سرشماری سال ۲۰۱۰ میلادی، ۴۷۱ نفر بوده‌است.